# Кротков, Вячеслав Дмитриевич
Вячесла́в Дми́триевич Кротков (28 августа 1937, СССР) — советский футболист, нападающий. Мастер спорта СССР (1963).

## Биография
Первая команда мастеров — СКЧФ (Севастополь) в 1957 году. В том же году переехал в Ленинград, где выступал за «Авангард»/«Адмиралтеец» (1957—1955). В 1960—1961 годах играл за костромской «Спартак»/«Текстильщик». Следующие пять лет провёл в составе ленинградского «Зенита». Закончил карьеру в 1966 году в «Днепре» Днепропетровск.
В 1959 году окончил ГДОИФК им. П. Ф. Лесгафта.